# Ист-Термополис (Вайоминг)
Ист-Термополис (англ. East Thermopolis, Wyoming) — город, расположенный в округе Хот-Спрингс (штат Вайоминг, США) с населением в 274 человека по статистическим данным переписи 2000 года.

## География
По данным Бюро переписи населения США, город Ист-Термополис имеет общую площадь в 0,52 квадратных километров, водных ресурсов в черте населённого пункта не имеется.
Город Ист-Термополис расположен на высоте 1323 метра над уровнем моря.

## Демография
По данным переписи населения 2000 года, в Ист-Термополисе проживало 274 человека, 61 семья, насчитывалось 150 домашних хозяйств и 166 жилых домов. Средняя плотность населения составляла около 605 человека на один квадратный километр. Расовый состав Ист-Термополиса по данным переписи распределился следующим образом: 91,97 % белых, 0,36 % — чёрных или афроамериканцев, 1,46 % — коренных американцев, 5,11 % — представителей смешанных рас, 1,09 % — других народностей. Испаноговорящие составили 3,65 % от всех жителей города.
Из 150 домашних хозяйств в 16,0 % — воспитывали детей в возрасте до 18 лет, 31,3 % представляли собой совместно проживающие супружеские пары, в 7,3 % семей женщины проживали без мужей, 59,3 % не имели семей. 56,0 % от общего числа семей на момент переписи жили самостоятельно, при этом 38,7 % составили одинокие пожилые люди в возрасте 65 лет и старше. Средний размер домашнего хозяйства составил 1,75 человек, а средний размер семьи — 2,61 человек.
Население города по возрастному диапазону по данным переписи 2000 года распределилось следующим образом: 21,2 % — жители младше 18 лет, 4,7 % — между 18 и 24 годами, 16,1 % — от 25 до 44 лет, 25,5 % — от 45 до 64 лет и 32,5 % — в возрасте 65 лет и старше. Средний возраст жителей составил 55 лет. На каждые 100 женщин в Ист-Термополисе приходилось 79,1 мужчин, при этом на каждые сто женщин 18 лет и старше приходилось 64,9 мужчин также старше 18 лет.
Средний доход на одно домашнее хозяйство в городе составил 18 056 долларов США, а средний доход на одну семью — 30 313 долларов. При этом мужчины имели средний доход в 21 250 долларов США в год против 17 386 долларов среднегодового дохода у женщин. Доход на душу населения в городе составил 11 280 долларов в год. 7,0 % от всего числа семей в округе и 16,8 % от всей численности населения находилось на момент переписи населения за чертой бедности, при этом из них были моложе 18 лет и 22,4 % — в возрасте 65 лет и старше.